# Wiktor Piepielajew

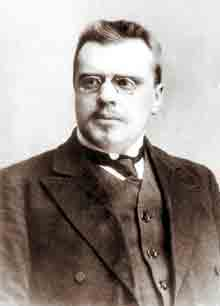
Wiktor Piepielajew

Wiktor Nikołajewicz Piepielajew (ur. 1884 r. w Tomsku, zm. 7 lutego 1920 r. w Irkucku) – rosyjski polityk, działacz partii kadetów, ostatni premier białego Rządu Rosyjskiego przy adm. Aleksandrze Kołczaku.

## Życiorys

### Deputowany do Dumy, komisarz Rządu Tymczasowego
Był synem oficera. Ukończył studia prawnicze na Uniwersytecie w Tomsku w 1909 r. Następnie po zdaniu dodatkowych egzaminów uzyskał kwalifikacje gimnazjalnego nauczyciela historii i pracował w tym charakterze w gimnazjum w Bijsku. W 1912 r. został wybrany do Dumy Państwowej IV kadencji z ramienia partii konstytucyjno-demokratycznej (kadetów). Po wybuchu I wojny światowej stał na czele 3 syberyjskiego oddziału sanitarnego zorganizowanego przez Wszechrosyjski Związek Miast.
Po rewolucji lutowej został komisarzem Rządu Tymczasowego we władzach miasta Petersburga, zaś w marcu - komisarzem rządu w Kronsztadzie. Domagał się postawienia przed sądem i ukarania marynarzy z miejscowej bazy, którzy bezpośrednio po rewolucji dopuścili się samosądów na oficerach rosyjskiej marynarki, uwolnił część oficerów wtrąconych przez marynarzy do więzienia. Chciał również, by Rząd Tymczasowy siłą zlikwidował radę delegatów robotniczych i żołnierskich w Kronsztadzie, zdominowaną przez zwolenników anarchistów i bolszewików. Siłą zatrzymany przez marynarzy, spędził dwa tygodnie w areszcie. Doświadczenie to uczyniło z niego zdeklarowanego przeciwnika wszystkich socjalistów. Był zwolennikiem dalszego udziału Rosji w wojnie. Krótko przed wystąpieniem gen. Ławra Korniłowa przeciwko rządowi wstąpił na ochotnika do Syberyjskiego Korpusu Strzeleckiego.

### Organizator dyktatury Kołczaka na Syberii
Po rewolucji październikowej natychmiast, jeszcze w Piotrogrodzie, zaangażował się w tworzenie grup złożonych z oficerów, junkrów i przedstawicieli zamożnej młodzieży, które podjęłyby walkę z bolszewikami. Od wiosny 1918 r. należał do Centrum Narodowego i Związku Odrodzenia Rosji, powstałych w Moskwie, zaś latem tego samego roku z polecenia Centrum i komitetu centralnego partii kadetów został skierowany na Syberię. Zadania tego podjął się niechętnie, gdyż, niechętny utworzonemu przez eserowców i mienszewików Dyrektoriatowi, był przekonany, że skuteczną walkę z bolszewikami mogłyby podjąć jedynie kontrrewolucyjne rządy dyktatorskie, a współpraca nawet z umiarkowanymi eserowcami nie miała sensu. Jeszcze w Ufie Piepielajew domagał się utworzenia rządu wojskowego z gen. Michaiłem Aleksiejewem na czele. W drodze na Syberię spotykał się z miejscowymi działaczami partii kadetów, zaś 28 września porozumiał się z oficerem Korpusu Czechosłowackiego gen. Radolą Gajdą. Uzyskał od niego obietnicę, iż Korpus Czechosłowacki nie przeszkodzi w przeprowadzeniu przewrotu, po którym na Syberii zostanie powołana dyktatura wojskowa. Był jednym z organizatorów przewrotu 18 listopada 1918 r., po którym wielkorządcą Rosji ogłosił się adm. Aleksandr Kołczak i powstał jego rząd, pracujący w Omsku - Rząd Rosyjski. Wiktor Piepielajew stanął na czele departamentu milicji w jego ministerstwie spraw wewnętrznych, zaś 28 kwietnia 1919 r. powierzono mu kierowanie tym ministerstwem. 
W związku z pogarszającą się sytuacją rządu Kołczaka w 1919 r. - po kontrofensywie Armii Czerwonej w maju-czerwcu tego roku, a następnie utracie Permu, Jekaterynburga i Czelabińska - w październiku 1919 r. Piepielajew zaczął rozważać możliwość dokooptowania do Rządu Rosyjskiego przedstawicieli umiarkowanego skrzydła eserowców. Jednak na nieoficjalnym spotkaniu z eserowcem Jewgienijem Kołosowem usłyszał od niego, że Partia Socjalistów-Rewolucjonistów oczekiwała nie tylko demontażu kołczakowskiej dyktatury wojskowej, ale też stworzenia zupełnie nowych struktur rządowych, bez udziału ludzi najbliższych Kołczakowi, w tym w pierwszej kolejności samego Piepielajewa. 10 listopada 1919 r., na godziny przed zdobyciem Omska przez nacierającą od zachodu Armię Czerwoną Piepielajew opuścił miasto, podobnie jak inni ministrowie rząd Kołczaka i on sam. 23 listopada 1919 r. oficjalnie objął obowiązki nowego premiera Rządu Rosyjskiego, zastępując Piotra Wołogodskiego. Rekonstrukcja rządu miała przekonać obecne na Syberii ugrupowania socjalistyczne wrogie bolszewikom do współpracy z białymi. Piepielajew sądził również, że adm. Kołczak powinien zrzec się tytułu wielkorządcy i opuścić Syberię, gdyż w przeciwnym razie nowy rząd nie uzyska społecznego poparcia. W rozmowie z Kołczakiem nie zasugerował mu jednak takiego rozwiązania. 
Piepielajew nie zdołał pozyskać eserowców ani mienszewików do współpracy; obydwa stronnictwa jeszcze w listopadzie utworzyły w Irkucku własne Centrum Polityczne. Kołczak nie godził się, by Piepielajew podjął poważne negocjacje z Centrum Politycznym w sprawie ewentualnego podziału władzy, sugerując zamiast tego nawiązanie bliższych kontaktów z Japonią, by odbudować rządy i wojska białych na Dalekim Wschodzie. 8-9 grudnia 1919 r. Wiktor Piepielajew razem z bratem Anatolijem, generałem w wojskach Kołczaka, usiłował wymusić na admirale podpisanie zgody na zwołanie soboru ziemskiego, wszechsyberyjskiego ciała ustawodawczego. Wobec odmowy 12 grudnia opuścił admirała na stacji Tajga, pozostawiając notę z przeprosinami za swoje zachowanie i sugestią, że niezwołanie soboru doprowadzi do upadku białego rządu. Ponownie spotkał się z Kołczakiem kilka dni później w Krasnojarsku, dokąd dotarł pociąg admirała. Faktycznie nie zarządzał już nadal działającym w Irkucku rządem, którym kierowali ministrowie Michaił Chanżyn, Aleksandr Czerwien-Wodali i Aleksiej Łarionow. 
19 grudnia Centrum Polityczne wszczęło antykołczakowskie powstanie w zagłębiu węglowym w rejonie Czeriemchowa, a następnie kolejne zbrojne wystąpienia przeciwko białym, w tym 24 grudnia w Irkucku. Po ponad tygodniu walk i po negocjacjach z przedstawicielami kołczakowskiego rządu 4-5 stycznia Centrum Polityczne przejęło władzę w Irkucku. 4 stycznia adm. Kołczak podpisał w pociągu, na stacji w Niżnieudinsku, akt zrzeczenia się władzy na Syberii na rzecz dowódcy Sił Zbrojnych Południa Rosji gen. Antona Denikina, co było gestem czysto symbolicznym, i na Dalekim Wschodzie na rzecz atamana Grigorija Siemionowa. Pociąg admirała, w którym znajdował się również Wiktor Piepielajew, był eskortowany przez Korpus Czechosłowacki. On też 15 stycznia 1920 r. wydał admirała oraz ostatniego premiera jego rządu w ręce Centrum Politycznego w zamian za prawo swobodnej ewakuacji.  
21 stycznia 1920 r. bolszewicy przejęli władzę w Irkucku z rąk Centrum Politycznego. 3 lutego, wobec faktu, iż w kierunku Irkucka zmierzały ostatnie białe oddziały pod dowództwem gen. Siergieja Wojciechowskiego, miejscowy komitet rewolucyjno-wojskowy zdecydował o rozstrzelaniu Aleksandra Kołczaka i Wiktora Piepielajewa bez sądu. 6 lutego decyzję tę zatwierdziły telegraficznie najwyższe władze republiki radzieckiej w Moskwie. Obydwaj przywódcy białych zostali straceni 7 lutego nad Uszakowką, a ich ciała wrzucono do zamarzniętej rzeki. 
Wiktor Piepielajew pozostawił dziennik, w którym opisywał swoją działalność między wrześniem 1918 r. i październikiem 1919 r.